# Кардаш Микола Іванович
Мико́ла Іва́нович Кардаш — капітан медичної служби Збройних сил України, учасник російсько-української війни.

## Нагороди
27 червня 2015 року — за особисту мужність і героїзм, виявлені у захисті державного суверенітету та територіальної цілісності України, вірність військовій присязі під час російсько-української війни, відзначений — нагороджений орденом Богдана Хмельницького III ступеня.